# اوبربودنیتس
اوبربودنیتس (به آلمانی: Oberbodnitz) یک شهر در آلمان است که در زاله‌هلتسلاند واقع شده‌است. اوبربودنیتس ۲۵۳ نفر جمعیت دارد.